# 절전 모드

절전 모드 심볼. IEEE 1621에서 표준화됨

절전 모드, 슬립 모드(sleep mode)는 에어컨, 컴퓨터, TV, 원격제어 장치와 같은 전자 기기의 저전력 모드이다. 이러한 모드는 장치를 완전히 켜둔 상태로 두는 것에 비해 전기 소비를 크게 절약하며, 다시 시작하면 사용자가 시스템이 부팅될 때까지 기다릴 필요가 없다. 많은 장치는 펄스 또는 빨간색 LED 전원 표시등으로 이 전원 모드를 나타낸다.

## 유니코드
이 기호가 널리 사용됨에 따라 유니코드에 고급 문자 세트를 추가하려는 캠페인이 시작되었다. 2015년 2월, 이 제안은 유니코드에 의해 승인되었으며 문자는 유니코드 9.0에 포함되었다. 문자는 "기타 기술" 블록에 있으며 코드 포인트는 23FB-FE이다.

## 같이 보기
- 셧다운